# Кілла (міфологія)
Кілла (дав.-гр. Κίλλα) — персонаж давньогрецької міфології, дочка Лаомедонта та Стрімо. За іншою версією була рідною сестрою троянської цариці Гекаби, другої дружини царя Пріама. Була дружиною царського радника Фімета. Однак кохала Пріама, від якого народила сина Муніппа. Того ж дня Гекаба народила сина Паріса. Пріам отримав пророцтво, що народжений цього дня призведе до загибелі Трої. Оскільки в пророцтві було сказано, що троянка царського роду, яка народить цю дитину, має бути разом з нею убита, то Пріам вбив Муніппа та Кіллу (можливо закопав її живцем), зберігши життя, таким чином, Гекабі та Парісу.
На честь її названо астероїд 8744 Кілла.